# Kościół Wniebowzięcia Najświętszej Maryi Panny w Kobiórze
Kościół Wniebowzięcia Najświętszej Maryi Panny w Kobiórze – kościół parafialny w Kobiórze, wzniesiony w latach 1911–1912, należy do parafii Wniebowzięcia Najświętszej Maryi Panny w Kobiórze, wpisany do gminnej ewidencji zabytków.

## Historia
Pierwotnie Kobiór należał do znacznie oddalonej parafii w Pszczynie. Z powodu około 10-kilometrowej odległości do tamtejszego kościoła mieszkańcy Kobióru starali się o budowę nowego kościoła co najmniej od 1823 roku. Pszczyński proboszcz ks. Ohl był jednak przeciwny tym zamiarom; jego następca, ks. Jerzy Thielmann był przychylnie nastawiony do koncepcji budowy kościoła w Kobiórze. 4 sierpnia 1908 roku kardynał Georg von Kopp erygował kurację w Kobiórze na mocy dekretu, który ustanawiał ją z dniem 1 czerwca 1909 roku.
Kościół był budowany według projektu Józefa Erbsta w latach od 15 sierpnia 1911 roku do lipca 1912 roku. 23 września 1912 roku ks. Thielmann konsekrował świątynię. Ołtarz główny postawiono w 1912 roku, natomiast dwa ołtarze boczne wstawiono w 1916 roku.
Rodzina rzeźnika Jana Matery ufundowała ołtarz Najświętszego Serca Pana Jezusa, natomiast kupiec Franciszek Słonina ufundował ołtarz św. Józefa. Boczne ołtarze wykonał artysta Schneider z Wrocławia, a figury do nich sprowadzono z Monachium. W czasie budowy kościoła założono cmentarz i rozpoczęto budowę plebanii, którą ukończono w 1914 roku. Dobudowano jeszcze chlewy w 1916 roku, przekształcone w okresie PRL-u na salki katechetyczne, dobudowano do nich dodatkowe izby, które są nadal wykorzystywane.
W 2. połowie XX wieku, po soborze watykańskim II wystrój kościoła został zmieniony. Historyczne ołtarze zastąpiono posoborowymi, zdjęto także figury świętych ze ścian. Przekształcono prezbiterium i wstawiono witraże według projektu Wiktora Ostrzołka.
Po 2000 roku przeprowadzono remont generalny, podczas którego zrekonstruowano historyczny wystrój kościoła wraz z ołtarzami.
Kościół jest wpisany do gminnej ewidencji zabytków.

## Architektura
Kościół jest położony przy ul. Rodzinnej 9. Świątynia z dwoma ołtarzami bocznymi i figurami św. Ludwika oraz św. Barbary. W ołtarzu głównym znajduje się obraz przedstawiający Wniebowzięcie Najświętszej Maryi Panny. 

## Galeria

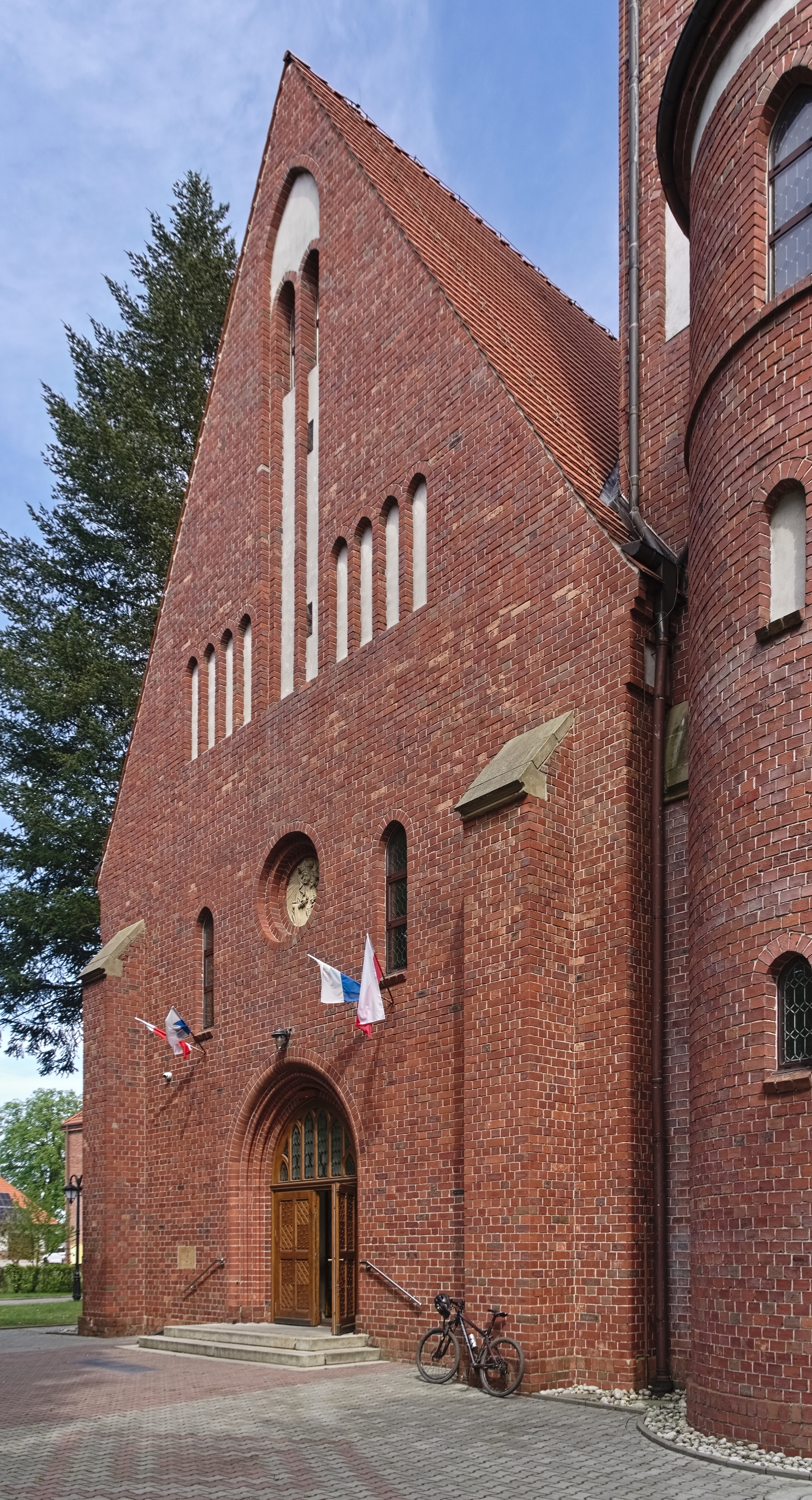
Fasada (2024)
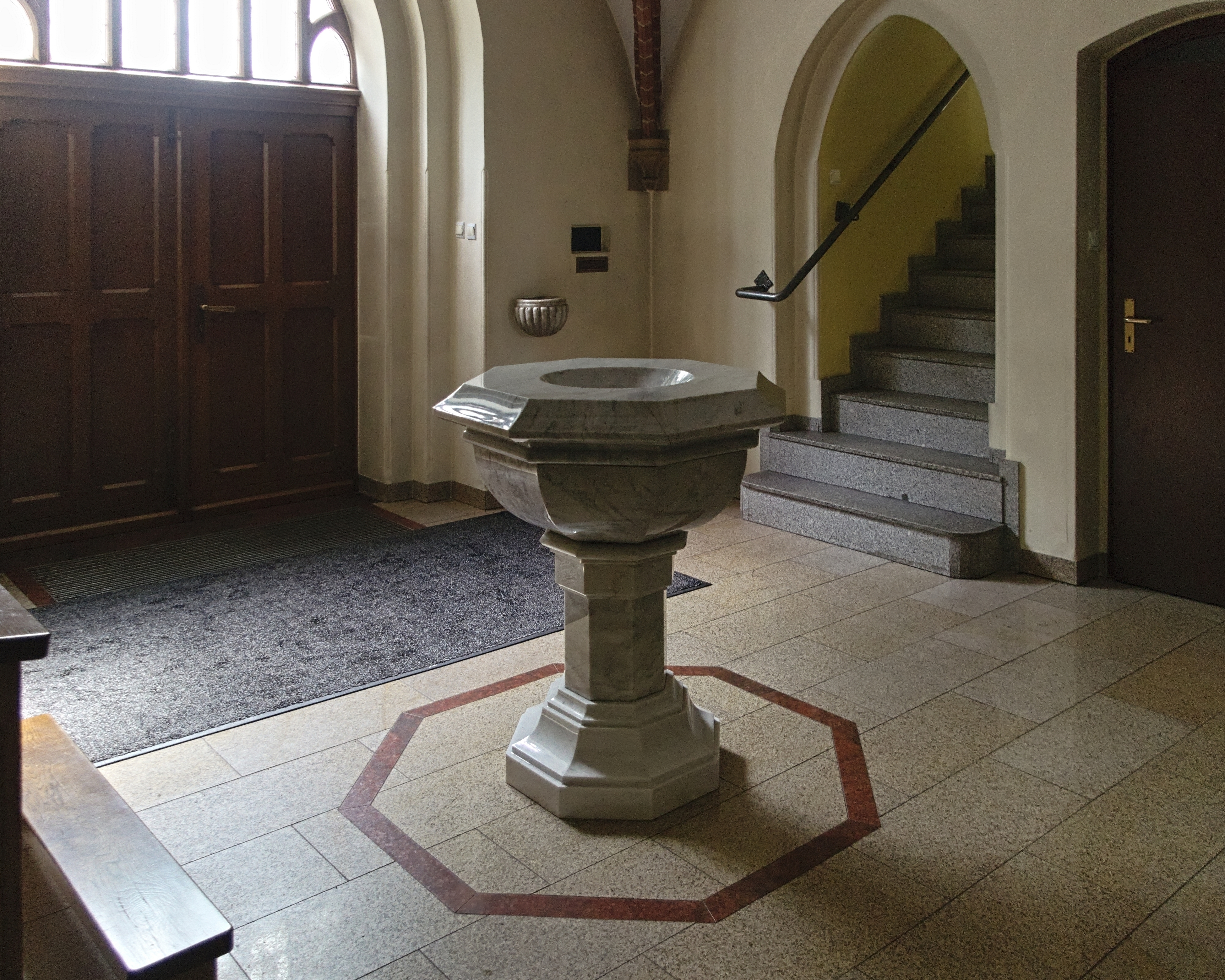
Kruchta (2024)
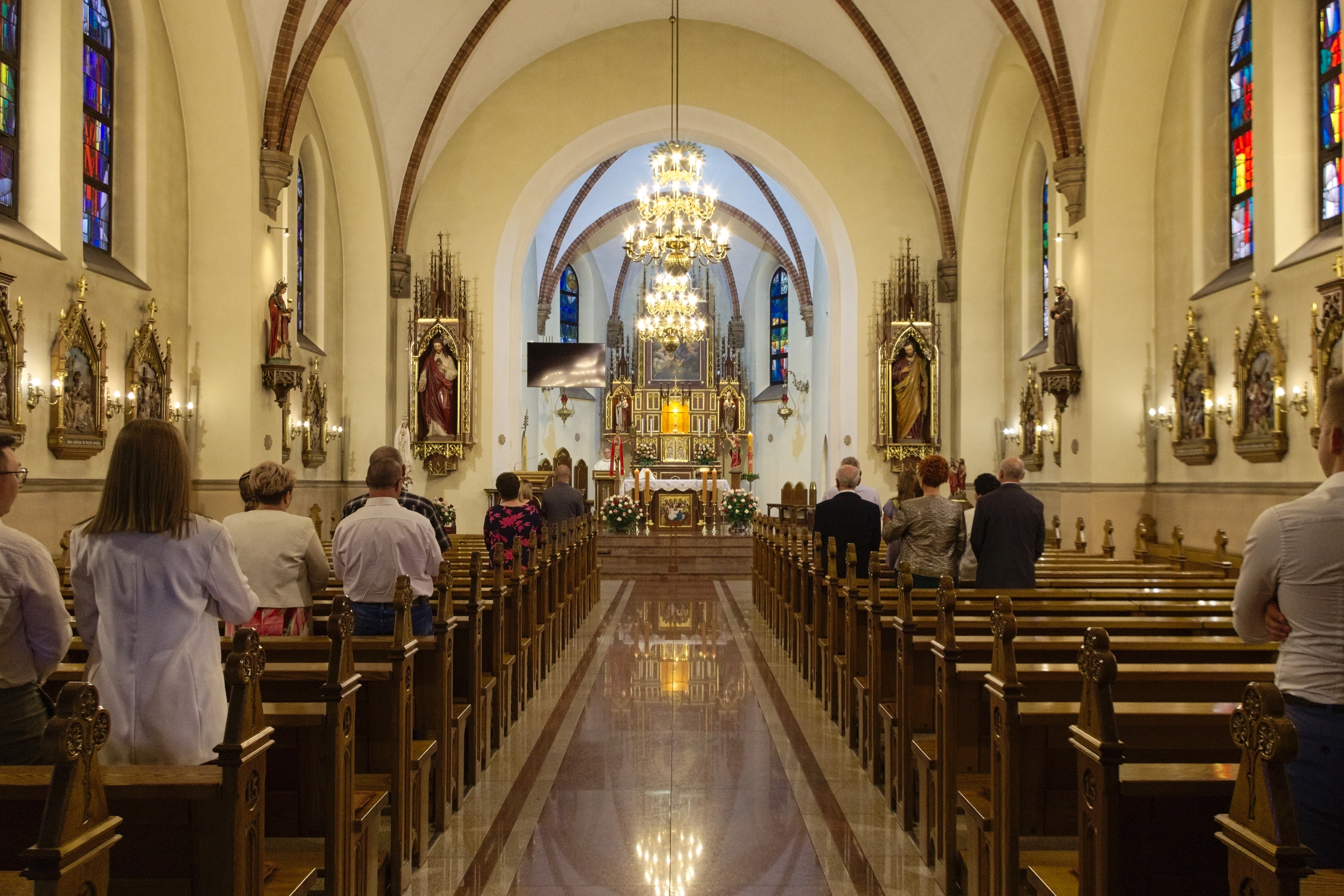
Wnętrze (2024)
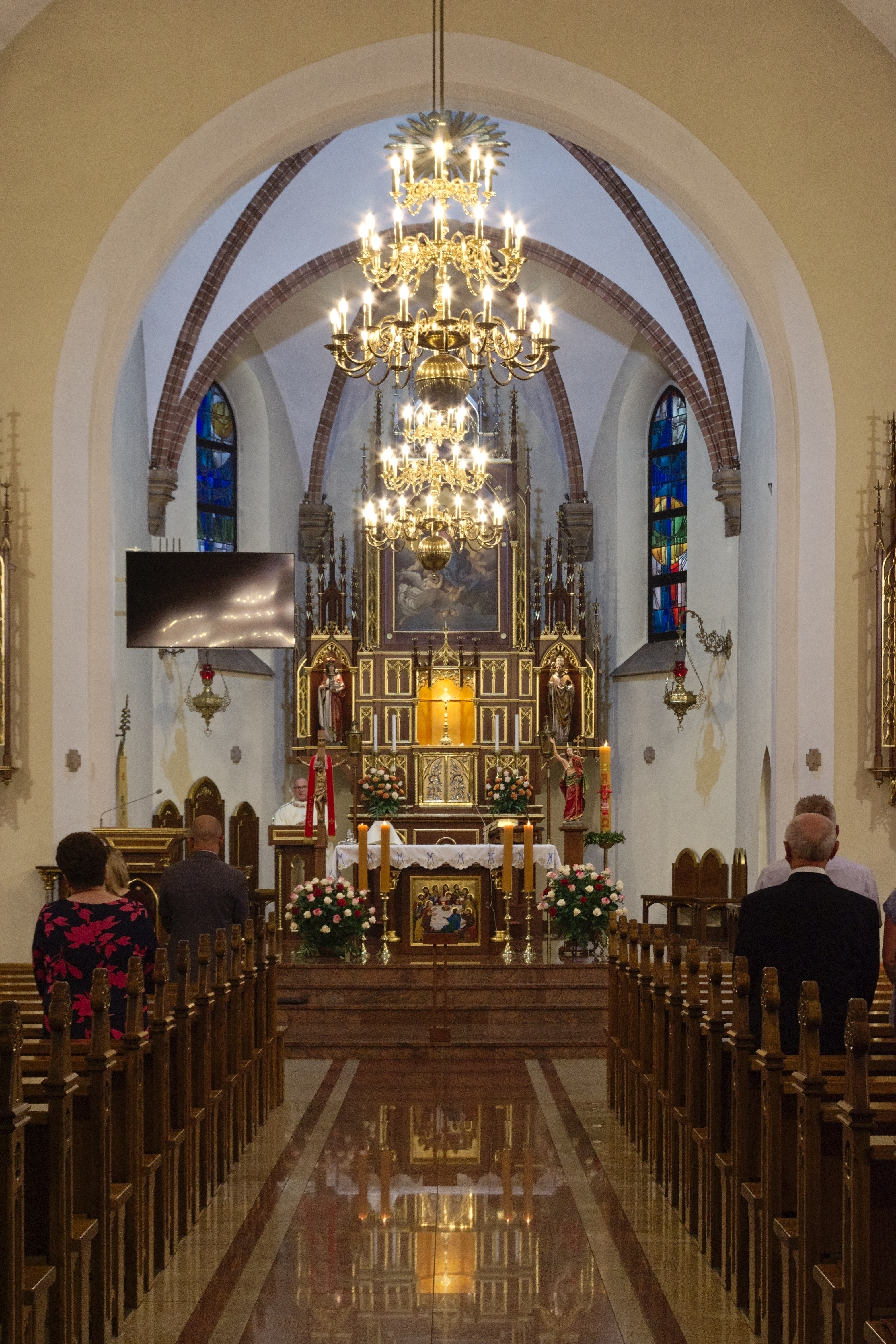
Prezbiterium (2024)